# Clinoenstatite
La clinoenstatite è un minerale.